# Madagaskardykand
Madagaskardykand (Aythya innotata) är en mycket hotad andfågel i familjen änder som enbart förekommer på Madagaskar.

## Utseende
Arten blir 45 till 56 cm lång och har ett vingspann av 63 till 72 centimeter. Hannar kännetecknas av en mörk kastanjebrun fjäderdräkt på ovansidan och av en vit regnbågshinna i ögat. Hos honor är regnbågshinnan mörk och ovansidan täckt av ljusare bruna fjädrar. Även hannar är ljusare utanför fortplantningstiden. Madagaskardykanden har en vit buk och en grå näbb samt gråa bakre extremiteter. Några kortare fjädrar på vingarnas undersida är vita och på vingarnas ovansida förekommer en vit strimma.

## Läten
Hanens spelläte beskrivs i engelsk litteratur som ett kattliknande "wee-oow" och ett rullande "rrr", medan honan yttrar ett hård "squak".

## Levnadssätt
Antagligen äter denna dykand ryggradslösa djur som sällan kompletteras med växtdelar. I naturen lever individerna ensam eller i par, aldrig i flock eller med andra andarter. Tidigare påträffades arten i grunda vegetationsrika sjöar, men den enda sjö den nu förekommer i är en vulkansjö. Boet byggs vid strandlinjen bland halvgräs cirka 20 till 40 centimeter ovanför vattenytan, där honan lägger sex till tio ägg. Enligt en studie från 2015 sker fortplantningen mellan juli och februari.

## Utbredning och status
Arten är på gränsen till utrotning i det vilda och IUCN kategoriserar arten som akut hotad. Fågelns sista kända förekomst var länge sjön Alaotra på Madagaskar, där senaste säkra observationerna var från 1960-talet. 2006 upptäcktes en liten grupp fåglar vid en mindre sjö norr om Alaotra. 2008 räknades 25 adulta individer.

## Namn
Arten kallades tidigare madagaskarbrunand på svenska, men fick nytt namn på grund av den inte är särskilt nära släkt med brunanden.

## Bilder

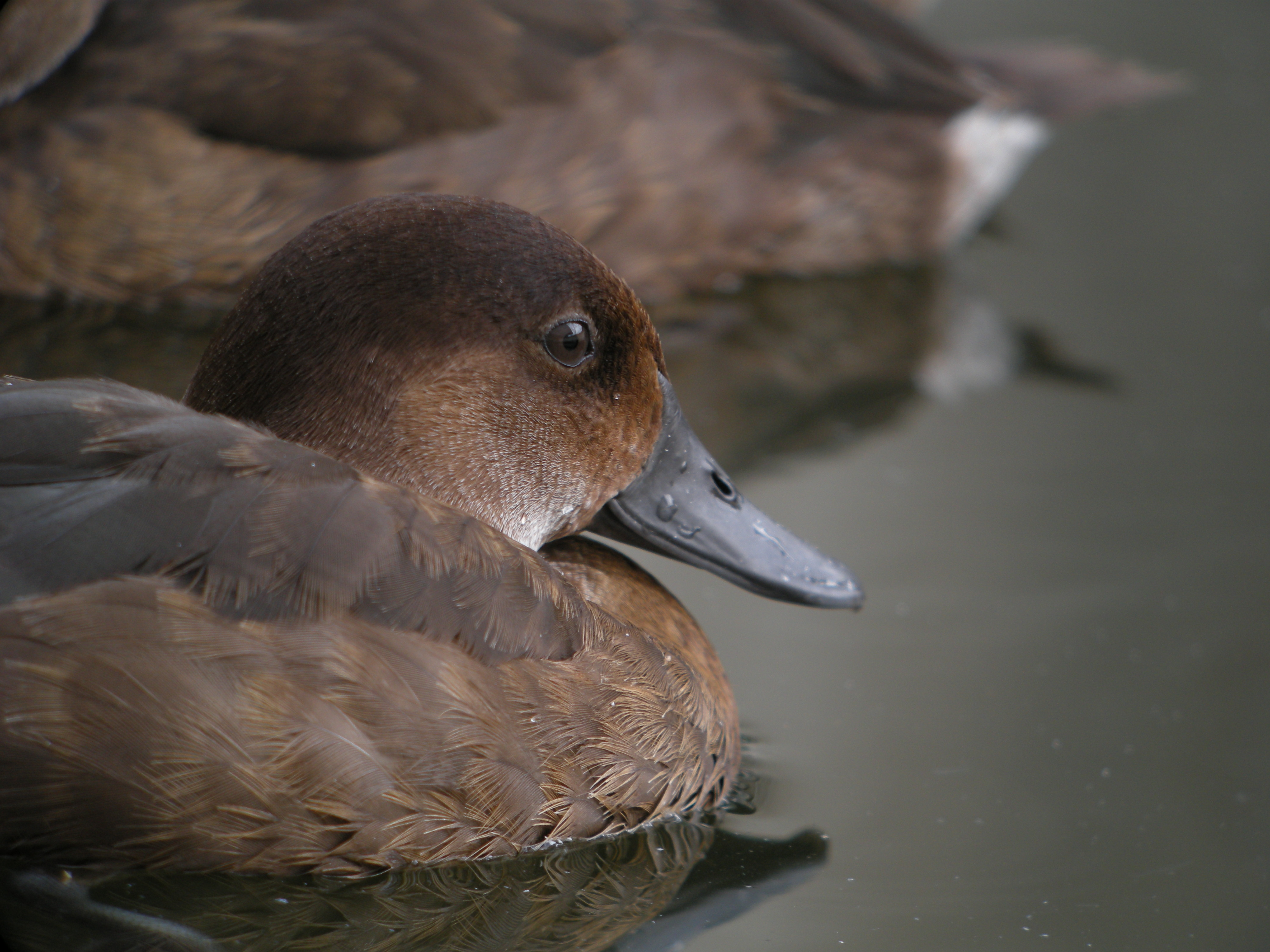
Bilder av arten ifrån ett övervakat bevarandeprogram på Madagaskar.
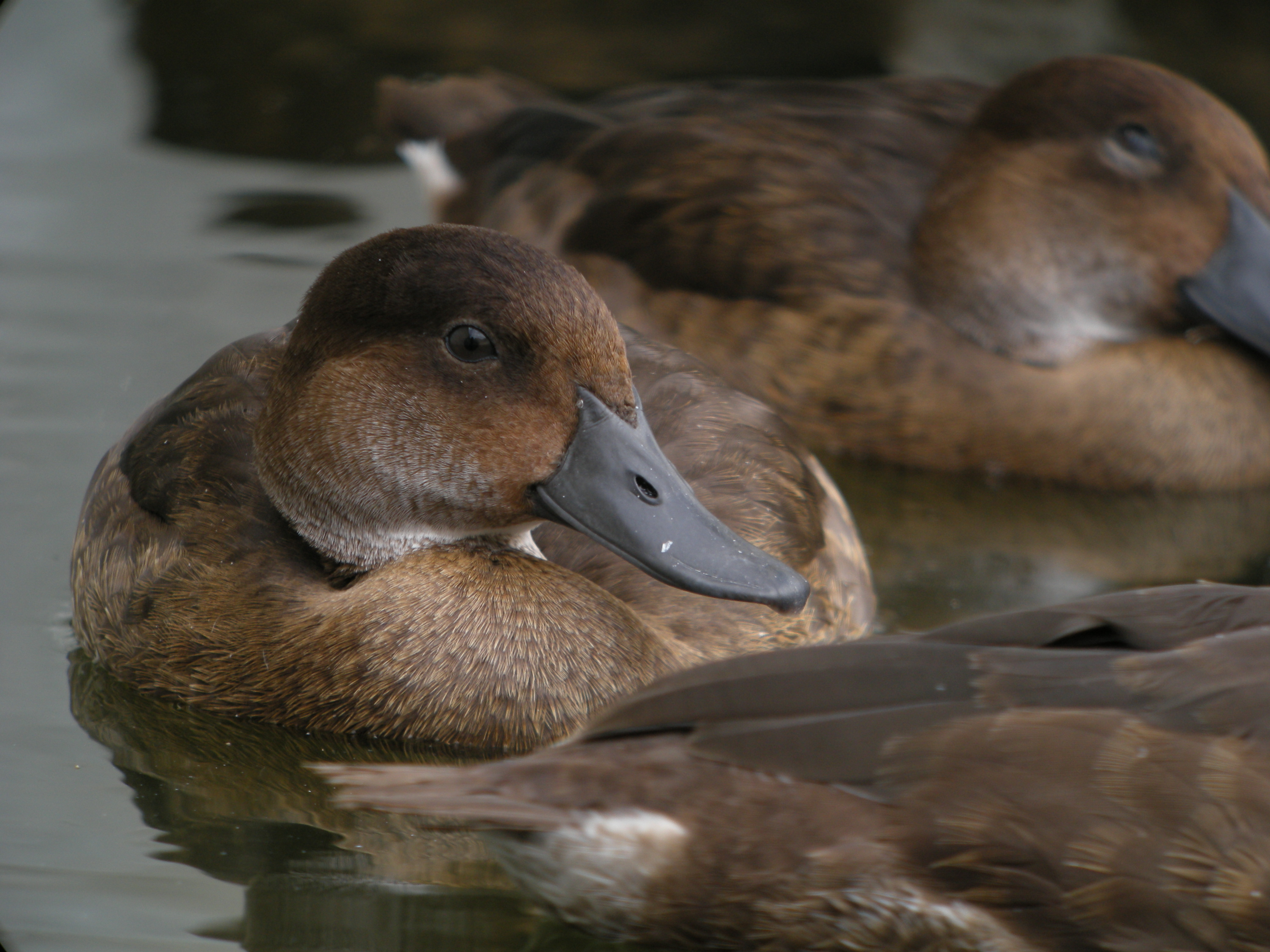
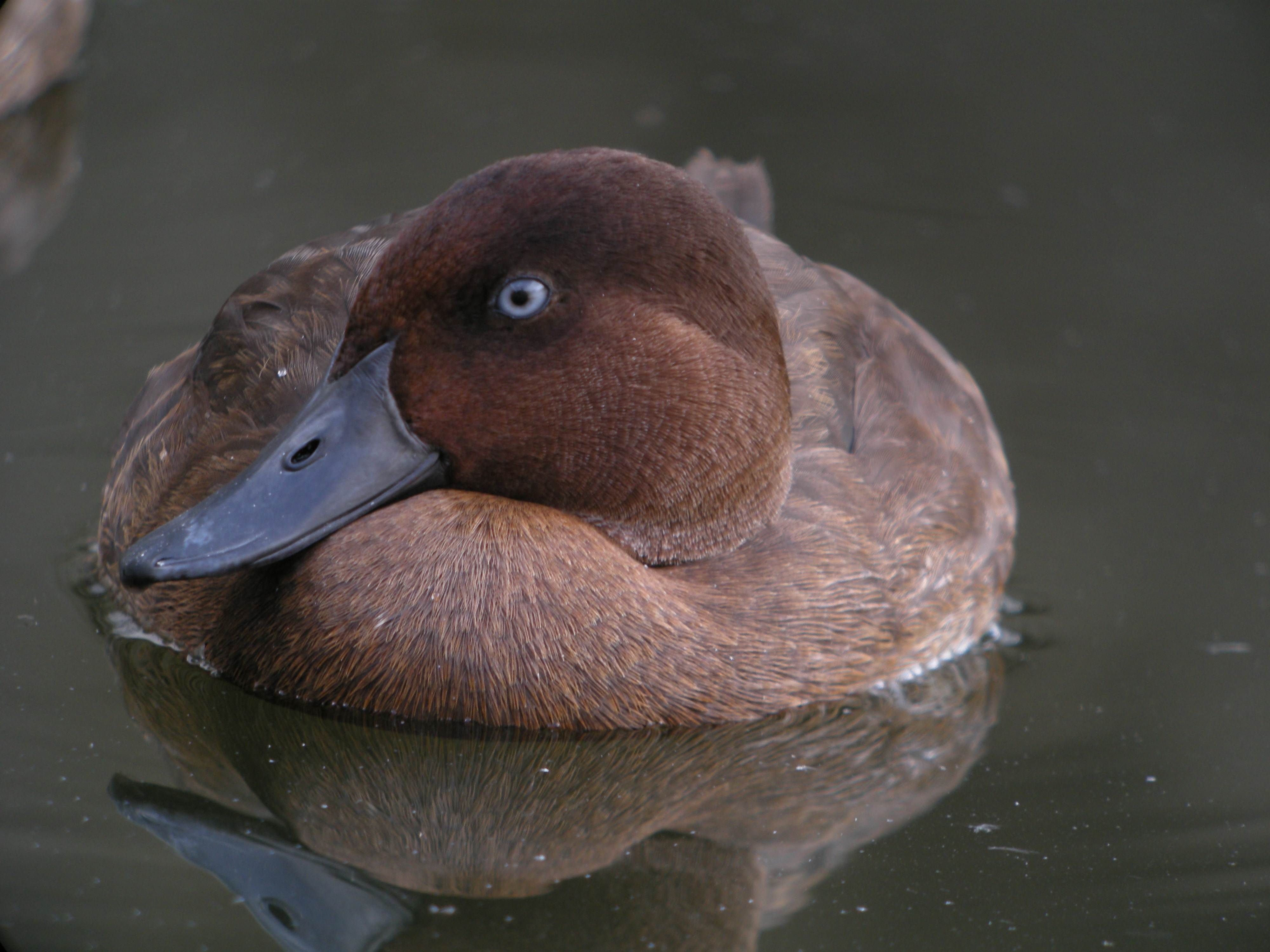